# Aglutynacja
Aglutynacja – jeden z odczynów immunologicznych, polegający na zlepianiu antygenów upostaciowanych (np. bakterii lub krwinek) pod wpływem swoistej surowicy krwi oraz znajdujących się w niej specyficznych przeciwciał – aglutynin. Proces ten przebiega dwuetapowo: na początku następuje swoiste związanie antygenu z przeciwciałem, a następnie nieswoiste wykłaczanie, zachodzące pod wpływem elektrolitów.
Aglutynacja jest wykorzystywana na szeroką skalę w celach: określania grupy krwi, wykrywania przeciwciał na znane antygeny, identyfikacji antygenów przy użyciu znanych przeciwciał, a także do oznaczania miana (liczebności) przeciwciał.
Aglutynacja trombocytów (płytek krwi) to hemaglutynacja.